# Caerphilly (circonscription du Parlement britannique)
Ne doit pas être confondue avec Caerphilly, une circonscription du Senedd.
Pour les articles homonymes, voir Caerphilly (homonymie).
Circonscription parlementaire de la 

Chambre des communes
Caerphilly est une circonscription électorale britannique située au pays de Galles.

## Members of Parliament
| Élection | Élection | Membre                     | Parti  | Portrait |
| -------- | -------- | -------------------------- | ------ | -------- |
|          | 1918     | Alfred Onions              | Labour |          |
|          | 1921     | Morgan Jones (en)          | Labour |          |
|          | 1939     | Ness Edwards               | Labour |          |
|          | 1968     | Alfred Thomas Evans        | Labour |          |
|          | 1979     | Ednyfed Hudson Davies (en) | Labour |          |
|          | 1981     | Ednyfed Hudson Davies (en) | SDP    |          |
|          | 1983     | Ron Davies                 | Labour |          |
|          | 2001     | Wayne David                | Labour |          |

## Élections

### Élections dans les années 2010
| Parti politique         | Parti politique         | Nom                     | Voix   | %       | ±%   | Maj.  |
| ----------------------- | ----------------------- | ----------------------- | ------ | ------- | ---- | ----- |
|                         | Travailliste            | Wayne David (sortant)   | 18 018 | 44,91 % | −9,5 | 6 833 |
|                         | Conservateur            | Jane Pratt              | 11 185 | 27,88 % | 2,7  |       |
|                         | Plaid Cymru             | Lindsay Whittle (en)    | 6 424  | 16,01 % | 1,6  |       |
|                         | Brexit                  | Nathan Gill             | 4 490  | 11,19 % | 11,2 |       |
| Total des votes valides | Total des votes valides | Total des votes valides | 40 117 | 100 %   |      |       |
| Électeurs inscrits      | Électeurs inscrits      | Électeurs inscrits      | 63 166 |         |      |       |

| Élections générales de 2017: Caerphilly |                    |                      |        |      |       |
| Parti                                   | Parti              | Candidat             | Votes  | %    | ±     |
|                                         | Labour             | Wayne David          | 22,491 | 54.5 | +10.1 |
|                                         | Conservateur       | Jane Pratt           | 10,413 | 25.2 | +8.6  |
|                                         | Plaid Cymru        | Lindsay Whittle (en) | 5,962  | 14.4 | −0.2  |
|                                         | UKIP               | Liz Wilks            | 1,259  | 3.0  | −16.3 |
|                                         | Libéral Démocrates | Kay David            | 725    | 1.8  | −0.6  |
|                                         | Green              | Andrew Creak         | 447    | 1.1  | −1.2  |
| Majorité                                | Majorité           | Majorité             | 12,078 | 29.3 | +4.3  |
| Participation                           | Participation      | Participation        | 41,297 | 64.1 | +0.8  |
|                                         | Labour hold        | Labour hold          | Swing  | +0.7 |       |

| Élections générales de 2015: Caerphilly, |                    |               |        |      |       |
| Parti                                    | Parti              | Candidat      | Votes  | %    | ±     |
|                                          | Labour             | Wayne David   | 17,864 | 44.3 | −0.6  |
|                                          | UKIP               | Sam Gould     | 7,791  | 19.3 | +16.9 |
|                                          | Conservateur       | Leo Docherty  | 6,683  | 16.6 | -0.5  |
|                                          | Plaid Cymru        | Beci Newton   | 5,895  | 14.6 | -2.1  |
|                                          | Green              | Katy Beddoe   | 937    | 2.3  | N/A   |
|                                          | Libéral Démocrates | Aladdin Ayesh | 935    | 2.3  | -12.4 |
|                                          | TUSC               | Jaime Davies  | 178    | 0.4  | N/A   |
| Majorité                                 | Majorité           | Majorité      | 10,073 | 25.0 | -2.8  |
| Participation                            | Participation      | Participation | 40,283 | 63.3 | +1.0  |
|                                          | Labour hold        | Labour hold   | Swing  | -8.7 |       |

| Élections générales de 2010: Caerphilly, |                                  |                      |        |      |       |
| Parti                                    | Parti                            | Candidat             | Votes  | %    | ±     |
|                                          | Parti travailliste (Royaume-Uni) | Wayne David          | 17,377 | 44.9 | −10.5 |
|                                          | Conservateur                     | Maria Caulfield      | 6,622  | 17.1 | +2.4  |
|                                          | Plaid Cymru                      | Lindsay Whittle (en) | 6,460  | 16.7 | −1.4  |
|                                          | Libéral Démocrates               | Kay David            | 5,688  | 14.7 | +4.7  |
|                                          | BNP                              | Laurence Reid        | 1,635  | 4.2  | N/A   |
|                                          | UKIP                             | Tony Jenkins         | 910    | 2.4  | +2.4  |
| Majorité                                 | Majorité                         | Majorité             | 10,755 | 27.8 | -11.4 |
| Participation                            | Participation                    | Participation        | 38,692 | 62.3 | +5.8  |
|                                          | Labour hold                      | Labour hold          | Swing  | −6.5 |       |

### Élections dans les années 2000
| Élections générales de 2005: Caerphilly |                    |                      |        |      |      |
| Parti                                   | Parti              | Candidat             | Votes  | %    | ±    |
|                                         | Labour             | Wayne David          | 22,190 | 56.6 | −1.6 |
|                                         | Plaid Cymru        | Lindsay Whittle (en) | 6,831  | 17.4 | −3.6 |
|                                         | Conservateur       | Stephen Watson       | 5,711  | 14.6 | +3.2 |
|                                         | Libéral Démocrates | Ashgar Ali           | 3,861  | 9.8  | +0.4 |
|                                         | Forward Wales (en) | Graeme Beard         | 636    | 1.6  | +1.6 |
| Majorité                                | Majorité           | Majorité             | 15,359 | 39.2 | +2.0 |
| Participation                           | Participation      | Participation        | 39,229 | 58.6 | +0.9 |
|                                         | Labour hold        | Labour hold          | Swing  | +1.0 |      |

| Élections générales de 2001: Caerphilly |                    |                      |        |      |       |
| Parti                                   | Parti              | Candidat             | Votes  | %    | ±     |
|                                         | Labour             | Wayne David          | 22,597 | 58.2 | −9.6  |
|                                         | Plaid Cymru        | Lindsay Whittle (en) | 8,172  | 21.0 | +11.4 |
|                                         | Conservateur       | David Simmonds       | 4,415  | 11.4 | +0.6  |
|                                         | Libéral Démocrates | Rob Roffe            | 3,649  | 9.4  | +1.2  |
| Majorité                                | Majorité           | Majorité             | 14,425 | 37.2 | -19.9 |
| Participation                           | Participation      | Participation        | 38,833 | 57.7 | −12.4 |
|                                         | Labour hold        | Labour hold          | Swing  |      |       |

### Élections dans les années 1990
| Élections générales de 1997: Caerphilly |                    |                    |        |      |      |
| Parti                                   | Parti              | Candidat           | Votes  | %    | ±    |
|                                         | Labour             | Ron Davies         | 30,697 | 67.3 | +3.6 |
|                                         | Conservateur       | Rhodri Harris      | 4,858  | 10.7 | −7.4 |
|                                         | Plaid Cymru        | Lindsay Whittle    | 4,383  | 9.7  | +0.0 |
|                                         | Libéral Démocrates | Tony D. Ferguson   | 3,724  | 8.2  | −0.3 |
|                                         | Référendum         | Mark E. Morgan     | 1,337  | 3.0  | N/A  |
|                                         | ProLife Alliance   | Catherine Williams | 270    | 0.6  | N/A  |
| Majorité                                | Majorité           | Majorité           | 25,839 | 57.1 | +7.6 |
| Participation                           | Participation      | Participation      | 45,269 | 70.1 | -7.1 |
|                                         | Labour hold        | Labour hold        | Swing  | +5.5 |      |

| Élections générales de 1992: Caerphilly, |                    |                    |        |      |      |
| Parti                                    | Parti              | Candidat           | Votes  | %    | ±    |
|                                          | Labour             | Ron Davies         | 31,713 | 63.7 | +5.2 |
|                                          | Conservateur       | Howard L. Philpott | 9,041  | 18.1 | −1.3 |
|                                          | Plaid Cymru        | Lindsay Whittle    | 4,821  | 9.7  | +1.6 |
|                                          | Libéral Démocrates | Stan W. Wilson     | 4,247  | 8.5  | −5.6 |
| Majorité                                 | Majorité           | Majorité           | 22,672 | 45.5 | +6.5 |
| Participation                            | Participation      | Participation      | 49,822 | 77.2 | +0.6 |
|                                          | Labour hold        | Labour hold        | Swing  | +3.2 |      |

### Élections dans les années 1980
| Élections générales de 1987: Caerphilly |               |                 |        |       |   |
| Parti                                   | Parti         | Candidat        | Votes  | %     | ± |
|                                         | Labour        | Ron Davies      | 28,698 | 58.44 |   |
|                                         | Conservateur  | Michael Powell  | 9,531  | 19.41 |   |
|                                         | Libéral       | Michael Butlin  | 6,923  | 14.10 |   |
|                                         | Plaid Cymru   | Lindsay Whittle | 3,955  | 8.05  |   |
| Majorité                                | Majorité      | Majorité        | 19,167 | 39.03 |   |
| Participation                           | Participation | Participation   |        | 76.55 |   |
|                                         | Labour hold   | Labour hold     | Swing  |       |   |

| Élections générales de 1983: Caerphilly |               |                 |        |       |   |
| Parti                                   | Parti         | Candidat        | Votes  | %     | ± |
|                                         | Labour        | Ron Davies      | 21,570 | 45.61 |   |
|                                         | Libéral       | A Lambert       | 10,017 | 21.18 |   |
|                                         | Conservateur  | C Welby         | 9,295  | 19.65 |   |
|                                         | Plaid Cymru   | Lindsay Whittle | 6,414  | 13.56 |   |
| Majorité                                | Majorité      | Majorité        | 11,553 | 24.43 |   |
| Participation                           | Participation | Participation   |        | 74.51 |   |
|                                         | Labour hold   | Labour hold     | Swing  |       |   |

### Élections dans les années 1970
| Élections générales de 1979: Caerphilly |               |                |        |       |   |
| Parti                                   | Parti         | Candidat       | Votes  | %     | ± |
|                                         | Labour        | Ednyfed Davies | 27,280 | 58.76 |   |
|                                         | Conservateur  | JO Ranelagh    | 8,783  | 18.92 |   |
|                                         | Plaid Cymru   | Phil Williams  | 6,931  | 14.93 |   |
|                                         | Libéral       | N Jones        | 3,430  | 7.39  |   |
| Majorité                                | Majorité      | Majorité       | 18,497 | 39.84 |   |
| Participation                           | Participation | Participation  |        | 78.81 |   |
|                                         | Labour hold   | Labour hold    | Swing  |       |   |

| Élections générales de 1974: Caerphilly |               |               |        |       |   |
| Parti                                   | Parti         | Candidat      | Votes  | %     | ± |
|                                         | Labour        | Alfred Evans  | 24,161 | 56.59 |   |
|                                         | Plaid Cymru   | Phil Williams | 10,452 | 24.48 |   |
|                                         | Conservateur  | Den Dover     | 4,897  | 11.47 |   |
|                                         | Libéral       | NH Lewis      | 3,184  | 7.46  |   |
| Majorité                                | Majorité      | Majorité      | 13,709 | 32.11 |   |
| Participation                           | Participation | Participation |        | 75.62 |   |
|                                         | Labour hold   | Labour hold   | Swing  |       |   |

| Élections générales de février 1974: Caerphilly |               |               |        |       |   |
| Parti                                           | Parti         | Candidat      | Votes  | %     | ± |
|                                                 | Labour        | Alfred Evans  | 24,838 | 57.21 |   |
|                                                 | Plaid Cymru   | Phil Williams | 11,956 | 27.54 |   |
|                                                 | Conservateur  | R Everest     | 5,912  | 13.62 |   |
|                                                 | Indépendant   | DH Bevan      | 711    | 1.64  |   |
| Majorité                                        | Majorité      | Majorité      | 12,882 | 29.67 |   |
| Participation                                   | Participation | Participation |        | 77.51 |   |
|                                                 | Labour hold   | Labour hold   | Swing  |       |   |

| Élections générales de 1970: Caerphilly |               |               |        |       |        |
| Parti                                   | Parti         | Candidat      | Votes  | %     | ±      |
|                                         | Labour        | Alfred Evans  | 24,972 | 61.82 | -12.43 |
|                                         | Plaid Cymru   | Phil Williams | 11,505 | 28.48 | +17.07 |
|                                         | Conservateur  | Peter Price   | 3,917  | 9.70  | -4.91  |
| Majorité                                | Majorité      | Majorité      | 13,467 | 33.34 | -26.30 |
| Participation                           | Participation | Participation |        | 78.07 |        |
|                                         | Labour hold   | Labour hold   | Swing  |       |        |

### Élections dans les années 1960
| Élection partielle de 1968: Caerphilly |              |                 |        |       |        |
| Parti                                  | Parti        | Candidat        | Votes  | %     | ±      |
|                                        | Labour       | Alfred Evans    | 16,148 | 45.66 | -28.59 |
|                                        | Plaid Cymru  | Phil Williams   | 14,274 | 40.36 | +29.22 |
|                                        | Conservateur | Robert Williams | 3,687  | 10.43 | -4.18  |
|                                        | Libéral      | Peter Sadler    | 1,257  | 3.55  | N/A    |
| Majorité                               | Majorité     | Majorité        | 1,874  | 5.3   | -54.35 |
| Participation                          |              |                 |        |       |        |
|                                        | Labour hold  | Labour hold     | Swing  |       |        |

| Élections générales de 1966: Caerphilly |               |                   |        |       |   |
| Parti                                   | Parti         | Candidat          | Votes  | %     | ± |
|                                         | Labour        | Ness Edwards      | 26,330 | 74.25 |   |
|                                         | Conservateur  | Ronald J Maddocks | 5,182  | 14.61 |   |
|                                         | Plaid Cymru   | John D A Howell   | 3,949  | 11.41 |   |
| Majorité                                | Majorité      | Majorité          | 21,148 | 59.64 |   |
| Participation                           | Participation | Participation     |        | 76.79 |   |
|                                         | Labour hold   | Labour hold       | Swing  |       |   |

| Élections générales de 1964: Caerphilly |               |                    |        |       |   |
| Parti                                   | Parti         | Candidat           | Votes  | %     | ± |
|                                         | Labour        | Ness Edwards       | 26,001 | 72.14 |   |
|                                         | Conservateur  | Ronald J Maddocks  | 6,086  | 16.89 |   |
|                                         | Plaid Cymru   | Phil ling Williams | 3,956  | 10.98 |   |
| Majorité                                | Majorité      | Majorité           | 19,915 | 55.25 |   |
| Participation                           | Participation | Participation      |        | 78.41 |   |
|                                         | Labour hold   | Labour hold        | Swing  |       |   |

### Élections dans les années 1950
| Élections générales de 1959: Caerphilly |               |                 |        |       |   |
| Parti                                   | Parti         | Candidat        | Votes  | %     | ± |
|                                         | Labour        | Ness Edwards    | 28,154 | 72.65 |   |
|                                         | Conservateur  | W Russell Lewis | 7,181  | 18.53 |   |
|                                         | Plaid Cymru   | John D A Howell | 3,420  | 8.82  |   |
| Majorité                                | Majorité      | Majorité        | 20,973 | 54.12 |   |
| Participation                           | Participation | Participation   |        | 83.04 |   |
|                                         | Labour hold   | Labour hold     | Swing  |       |   |

| Élections générales de 1955: Caerphilly |               |               |        |       |   |
| Parti                                   | Parti         | Candidat      | Votes  | %     | ± |
|                                         | Labour        | Ness Edwards  | 27,852 | 75.21 |   |
|                                         | Conservateur  | John H Davies | 9,180  | 24.79 |   |
| Majorité                                | Majorité      | Majorité      | 18,672 | 50.42 |   |
| Participation                           | Participation | Participation |        | 78.57 |   |
|                                         | Labour hold   | Labour hold   | Swing  |       |   |

| Élections générales de 1951: Caerphilly |               |                     |        |       |   |
| Parti                                   | Parti         | Candidat            | Votes  | %     | ± |
|                                         | Labour        | Ness Edwards        | 30,523 | 77.15 |   |
|                                         | Conservateur  | Kenneth Gordon Knee | 9,041  | 22.85 |   |
| Majorité                                | Majorité      | Majorité            | 21,482 | 54.30 |   |
| Participation                           | Participation | Participation       |        | 84.37 |   |
|                                         | Labour hold   | Labour hold         | Swing  |       |   |

| Élections générales de 1950: Caerphilly |               |               |        |       |   |
| Parti                                   | Parti         | Candidat      | Votes  | %     | ± |
|                                         | Labour        | Ness Edwards  | 30,270 | 77.53 |   |
|                                         | Conservateur  | KJ Lloyd      | 8,771  | 22.47 |   |
| Majorité                                | Majorité      | Majorité      | 21,499 | 55.07 |   |
| Participation                           | Participation | Participation |        | 84.28 |   |
|                                         | Labour hold   | Labour hold   | Swing  |       |   |

### Élections dans les années 1940
| Élections générales de 1945: Caerphilly |               |                                 |        |       |   |
| Parti                                   | Parti         | Candidat                        | Votes  | %     | ± |
|                                         | Labour        | Ness Edwards                    | 29,158 | 80.22 |   |
|                                         | Conservateur  | John Frederick Manuel de Courcy | 7,189  | 19.78 |   |
| Majorité                                | Majorité      | Majorité                        | 21,969 | 60.44 |   |
| Participation                           | Participation | Participation                   | 36,347 | 77.21 |   |
|                                         | Labour hold   | Labour hold                     | Swing  |       |   |

### Élections dans les années 1930
| Élection partielle de 1939: Caerphilly |               |               |        |       |        |
| Parti                                  | Parti         | Candidat      | Votes  | %     | ±      |
|                                        | Labour        | Ness Edwards  | 19,847 | 67.98 | -8.27  |
|                                        | Conservateur  | Ronald Bell   | 9,349  | 32.02 | +8.27  |
| Majorité                               | Majorité      | Majorité      | 10,498 | 35.96 | -16.54 |
| Participation                          | Participation | Participation | 29,196 |       |        |
|                                        | Labour hold   | Labour hold   | Swing  |       |        |

| Élections générales de 1935: Caerphilly |               |               |        |       |   |
| Parti                                   | Parti         | Candidat      | Votes  | %     | ± |
|                                         | Labour        | Morgan Jones  | 24,846 | 76.25 |   |
|                                         | Conservateur  | GT Stoneham   | 7,738  | 23,75 |   |
| Majorité                                | Majorité      | Majorité      | 17,108 | 52.50 |   |
| Participation                           | Participation | Participation |        | 72.32 |   |
|                                         | Labour hold   | Labour hold   | Swing  |       |   |

| Élections générales de 1931: Caerphilly |               |                        |        |       |   |
| Parti                                   | Parti         | Candidat               | Votes  | %     | ± |
|                                         | Labour        | Morgan Jones           | 23,061 | 67.62 |   |
|                                         | Conservateur  | Catherine Bowen-Davies | 11,044 | 32.38 |   |
| Majorité                                | Majorité      | Majorité               | 12,017 | 35.24 |   |
| Participation                           | Participation | Participation          |        | 76.62 |   |
|                                         | Labour hold   | Labour hold            | Swing  |       |   |

### Élections dans les années 1920
| Élections générales de 1929: Caerphilly |               |                     |        |      |       |
| Parti                                   | Parti         | Candidat            | Votes  | %    | ±     |
|                                         | Labour        | Morgan Jones        | 21,248 | 57.9 | -1.1  |
|                                         | Libéral       | Alice Grace Roberts | 8,190  | 22.4 | N/A   |
|                                         | Unioniste     | Owen Temple-Morris  | 6,357  | 17.4 | -23.6 |
|                                         | Communiste    | J R Wilson          | 829    | 2.3  | N/A   |
| Majorité                                | Majorité      | Majorité            | 13,058 | 35.5 | +17.5 |
| Participation                           | Participation | Participation       |        | 81.1 | +1.8  |
|                                         | Labour hold   | Labour hold         | Swing  | N/A  |       |

| Élections générales de 1924: Caerphilly |               |                 |        |      |       |
| Parti                                   | Parti         | Candidat        | Votes  | %    | ±     |
|                                         | Labour        | Morgan Jones    | 17,723 | 59.0 | +0.3  |
|                                         | Unioniste     | Gwilym Rowlands | 12,293 | 41.0 | +18.0 |
| Majorité                                | Majorité      | Majorité        | 5,430  | 18.0 | -17.7 |
| Participation                           | Participation | Participation   |        | 79.3 | +2.3  |
|                                         | Labour hold   | Labour hold     | Swing  | -8.8 |       |

| Élections générales de 1923: Caerphilly |               |                        |        |       |       |
| Parti                                   | Parti         | Candidat               | Votes  | %     | ±     |
|                                         | Labour        | Morgan Jones           | 16,535 | 58.7  | +1.5  |
|                                         | Unioniste     | Gwilym Rowlands        | 6,493  | 23.0  | -19.8 |
|                                         | Libéral       | Samuel Roberts Jenkins | 5,152  | 18.3  | N/A   |
| Majorité                                | Majorité      | Majorité               | 10,042 | 35.7  | +21.3 |
| Participation                           | Participation | Participation          |        | 77.0  | -1.6  |
|                                         | Labour hold   | Labour hold            | Swing  | +10.6 |       |

| Élections générales de 1922: Caerphilly |               |               |        |      |      |
| Parti                                   | Parti         | Candidat      | Votes  | %    | ±    |
|                                         | Labour        | Morgan Jones  | 16,082 | 57.2 | +3.0 |
|                                         | Unioniste     | Alan McLean   | 12,057 | 42.8 | N/A  |
| Majorité                                | Majorité      | Majorité      | 4,025  | 14.4 | -4.3 |
| Participation                           | Participation | Participation |        | 78.6 | +5.4 |
|                                         | Labour hold   | Labour hold   | Swing  | N/A  |      |

| Élection partielle de 1921: Caerphilly |               |                      |        |      |      |
| Parti                                  | Parti         | Candidat             | Votes  | %    | ±    |
|                                        | Labour        | Morgan Jones         | 13,699 | 54.2 | -0.6 |
|                                        | Libéral       | William Rees Edmunds | 8,958  | 35.5 | -9.7 |
|                                        | Communiste    | Bob Stewart          | 2,592  | 10.3 | N/A  |
| Majorité                               | Majorité      | Majorité             | 4,741  | 18.7 | +9.1 |
| Participation                          | Participation | Participation        |        | 73.2 | +9.2 |
|                                        | Labour hold   | Labour hold          | Swing  | +4.5 |      |

### Élections dans les années 1910
| Élections générales de 1918: Caerphilly |                                  |                      |        |      |     |
| Parti                                   | Parti                            | Candidat             | Votes  | %    | ±   |
|                                         | Labour                           | Alfred Onions        | 11,496 | 54.8 | N/A |
|                                         | Libéral                          | William Rees Edmunds | 9,482  | 45.2 | N/A |
| Majorité                                | Majorité                         | Majorité             | 2,014  | 9.6  | N/A |
| Participation                           | Participation                    | Participation        |        | 64.0 | N/A |
|                                         | Labour Vainqueur (nouveau siège) |                      |        |      |     |